# Station Vic-sur-Cère
Station Vic-sur-Cère is een spoorwegstation in de Franse gemeente Vic-sur-Cère.